# Autoserica obscurata
Autoserica obscurata är en skalbaggsart som beskrevs av Moser 1915. Autoserica obscurata ingår i släktet Autoserica och familjen Melolonthidae. Inga underarter finns listade.